# Lijst van voetbalinterlands Myanmar - Zuid-Korea
Deze lijst van voetbalinterlands is een overzicht van alle officiële voetbalwedstrijden tussen de nationale teams van Myanmar (voormalig Birma) en Zuid-Korea. De landen hebben tot op heden 34 keer tegen elkaar gespeeld. De eerste ontmoeting, een halve finale tijdens de Aziatische Spelen 1954, werd gespeeld in Manilla (Filipijnen) op 6 mei 1954. Het laatste duel, een kwalificatiewedstrijd voor het Wereldkampioenschap voetbal 2018, vond plaats op 12 november 2015 in Suwon.

## Wedstrijden
| №  | Plaats       | Datum             | Competitie                 | Wedstrijd            | Uitslag |
| -- | ------------ | ----------------- | -------------------------- | -------------------- | ------- |
| 1  | Manilla      | 6 mei 1954        | Aziatische Spelen 1954     | Zuid-Korea − Birma   | 2 − 2   |
| 2  | Rangoon      | 28 oktober 1961   | Vriendschappelijk          | Birma − Zuid-Korea   | 0 − 3   |
| 3  | Kuala Lumpur | 22 augustus 1964  | Vriendschappelijk          | Zuid-Korea − Birma   | 1 − 0   |
| 4  | Kuala Lumpur | 23 augustus 1966  | Vriendschappelijk          | Zuid-Korea − Birma   | 0 − 2   |
| 5  | Bangkok      | 12 december 1966  | Aziatische Spelen 1966     | Birma − Zuid-Korea   | 1 − 0   |
| 6  | Kuala Lumpur | 13 augustus 1967  | Vriendschappelijk          | Zuid-Korea − Birma   | 1 − 0   |
| 7  | Kuala Lumpur | 26 augustus 1967  | Vriendschappelijk          | Zuid-Korea − Birma   | 0 − 0   |
| 8  | Kuala Lumpur | 16 augustus 1970  | Vriendschappelijk          | Zuid-Korea − Birma   | 1 − 0   |
| 9  | Bangkok      | 17 december 1970  | Aziatische Spelen 1970     | Zuid-Korea − Birma   | 0 − 1   |
| 10 | Bangkok      | 20 december 1970  | Aziatische Spelen 1970     | Birma − Zuid-Korea   | 0 − 0   |
| 11 | Seoel        | 13 mei 1971       | Vriendschappelijk          | Zuid-Korea − Birma   | 0 − 0   |
| 12 | Seoel        | 15 mei 1971       | Vriendschappelijk          | Zuid-Korea − Birma   | 0 − 0   |
| 13 | Kuala Lumpur | 20 augustus 1971  | Vriendschappelijk          | Zuid-Korea − Birma   | 0 − 1   |
| 14 | Jakarta      | 15 juni 1972      | Vriendschappelijk          | Zuid-Korea − Birma   | 2 − 1   |
| 15 | Seoel        | 27 september 1972 | Vriendschappelijk          | Zuid-Korea − Birma   | 0 − 1   |
| 16 | Kuala Lumpur | 26 juli 1973      | Vriendschappelijk          | Zuid-Korea − Birma   | 0 − 0   |
| 17 | Kuala Lumpur | 11 augustus 1973  | Vriendschappelijk          | Zuid-Korea − Birma   | 1 − 2   |
| 18 | Seoel        | 28 september 1973 | Vriendschappelijk          | Zuid-Korea − Birma   | 0 − 1   |
| 19 | Bangkok      | 22 december 1973  | Vriendschappelijk          | Zuid-Korea − Birma   | 2 − 0   |
| 20 | Seoel        | 18 mei 1974       | Vriendschappelijk          | Zuid-Korea − Birma   | 3 − 0   |
| 21 | Seoel        | 22 mei 1975       | Vriendschappelijk          | Zuid-Korea − Birma   | 1 − 0   |
| 22 | Jakarta      | 12 juni 1975      | Vriendschappelijk          | Birma − Zuid-Korea   | 0 − 2   |
| 23 | Kuala Lumpur | 5 augustus 1975   | Vriendschappelijk          | Zuid-Korea − Birma   | 3 − 2   |
| 24 | Bangkok      | 21 december 1975  | Vriendschappelijk          | Zuid-Korea − Birma   | 3 − 1   |
| 25 | Bangkok      | 4 januari 1976    | Vriendschappelijk          | Zuid-Korea − Birma   | 1 − 0   |
| 26 | Jakarta      | 10 juni 1976      | Vriendschappelijk          | Birma − Zuid-Korea   | 0 − 0   |
| 27 | Jakarta      | 14 juni 1976      | Vriendschappelijk          | Birma − Zuid-Korea   | 0 − 1   |
| 28 | Kuala Lumpur | 15 augustus 1976  | Vriendschappelijk          | Zuid-Korea − Birma   | 2 − 2   |
| 29 | Kuala Lumpur | 26 juli 1977      | Vriendschappelijk          | Zuid-Korea − Birma   | 4 − 0   |
| 30 | Medan        | 27 april 1979     | Vriendschappelijk          | Birma − Zuid-Korea   | 1 − 0   |
| 31 | Kuala Lumpur | 30 oktober 1980   | Vriendschappelijk          | Zuid-Korea − Birma   | 1 − 1   |
| 32 | Seoel        | 9 april 2000      | Azië Cup 2000 kwalificatie | Zuid-Korea − Myanmar | 4 − 0   |
| 33 | Bangkok      | 16 juni 2015      | WK 2018 kwalificatie       | Myanmar − Zuid-Korea | 0 − 2   |
| 34 | Suwon        | 12 november 2015  | WK 2018 kwalificatie       | Zuid-Korea − Myanmar | 4 − 0   |

## Samenvatting
| Competitie            | Totaal gespeeld | Winst Myanmar | Gelijk | Winst Zuid-Korea | Doelsaldo Myanmar – Zuid-Korea |
| --------------------- | --------------- | ------------- | ------ | ---------------- | ------------------------------ |
| WK-kwalificatie       | 2               | 0             | 0      | 2                | 0 − 6                          |
| Azië Cup-kwalificatie | 1               | 0             | 0      | 1                | 0 − 4                          |
| Aziatische Spelen     | 4               | 2             | 2      | 0                | 4 − 2                          |
| Vriendschappelijk     | 27              | 6             | 7      | 14               | 15 − 32                        |
| Totaal                | 34              | 8             | 9      | 17               | 19 − 44                        |

MFF · 
A-internationals · 
Myanmarees vrouwenelftal
1951 – 1959 · 
1960 – 1969 · 
1970 – 1979 · 
1980 – 1989 · 
1990 – 1999 · 
2000 – 2009 · 
2010 – 2019 ·
2020 − 2029
Bahrein ·
Bangladesh ·
Bolivia ·
Brunei ·
Burundi ·
Cambodja ·
China ·
DDR ·
Filipijnen ·
Guam ·
Hongkong ·
India ·
Indonesië ·
Irak ·
Iran ·
Israël ·
Japan ·
Kirgizië ·
Koeweit ·
Laos ·
Lesotho ·
Libanon ·
Libië ·
Luxemburg ·
Macau ·
Malediven ·
Maleisië ·
Marokko ·
Mongolië ·
Nepal ·
Nieuw-Zeeland ·
Noord-Korea ·
Oman ·
Oost-Timor ·
Pakistan ·
Palestina ·
Qatar ·
Singapore ·
Sri Lanka ·
Syrië ·
Tadzjikistan ·
Taiwan ·
Thailand ·
Turkmenistan ·
Verenigde Arabische Emiraten ·
Vietnam ·
Zuid-Korea ·
Zuid-Vietnam
KFA · A-internationals · Selecties · Bondscoaches · Zuid-Koreaans vrouwenelftal · Olympisch elftal · Zuid-Korea U21 · Zuid-Korea U20 · Zuid-Korea U19 · Zuid-Korea U18 · Zuid-Korea U17
1940 – 1949 ·
1950 – 1959 ·
1960 – 1969 ·
1970 – 1979 ·
1980 – 1989 ·
1990 – 1999 ·
2000 – 2009 ·
2010 – 2019 ·
2020 − 2029
WK 1954 · 
WK 1986 · 
WK 1990 · 
WK 1994 · 
WK 1998 · 
WK 2002 · 
WK 2006 · 
WK 2010 · 
WK 2014 · 
WK 2018
OS 1948 ·
OS 1964 ·
OS 1988 ·
OS 1992 ·
OS 1996 ·
OS 2000 ·
OS 2004 ·
OS 2008 ·
OS 2012 ·
OS 2016 ·
OS 2020
1948 ·
1949 ·
1950 · 
1951 · 1952 · 
1953 · 
1954 · 
1955 · 
1956 · 
1957 · 
1958 · 
1959 ·
1960 · 
1961 · 
1962 · 
1963 · 
1964 · 
1965 · 
1966 · 
1967 · 
1968 · 
1969 ·
1970 · 
1971 · 
1972 · 
1973 · 
1974 · 
1975 · 
1976 · 
1977 · 
1978 · 
1979 ·
1980 · 
1981 · 
1982 · 
1983 · 
1984 · 
1985 · 
1986 · 
1987 · 
1988 · 
1989 ·
1990 ·
1991 · 
1992 · 
1993 · 
1994 · 
1995 · 
1996 · 
1997 · 
1998 · 
1999 · 
2000 · 
2001 · 
2002 · 
2003 · 
2004 · 
2005 · 
2006 · 
2007 · 
2008 · 
2009 · 
2010 · 
2011 ·
2012 ·
2013 ·
2014 ·
2015 ·
2016 ·
2017 ·
2018 ·
2019 ·
2020 ·
2021 ·
2022 ·
2023 ·
2024
Afghanistan ·
Algerije ·
Angola ·
Argentinië ·
Australië ·
Bahrein ·
Bangladesh ·
België ·
Bolivia ·
Bosnië en Herzegovina ·
Brazilië ·
Brunei ·
Bulgarije ·
Burkina Faso ·
Cambodja ·
Canada ·
Chili ·
China ·
Colombia ·
Costa Rica ·
Cuba ·
Denemarken ·
Duitsland ·
Ecuador ·
Egypte ·
El Salvador ·
Engeland ·
Filipijnen ·
Finland ·
Frankrijk ·
Georgië ·
Ghana ·
Griekenland ·
Guam ·
Guatemala ·
Haïti ·
Honduras ·
Hongarije ·
Hongkong ·
IJsland ·
India ·
Indonesië ·
Irak ·
Iran ·
Israël ·
Italië ·
Ivoorkust ·
Jamaica ·
Japan ·
Jemen ·
Joegoslavië ·
Jordanië ·
Kameroen ·
Kazachstan ·
Kenia ·
Kirgizië ·
Koeweit ·
Kroatië ·
Laos ·
Letland ·
Libanon ·
Libië ·
Luxemburg ·
Macau ·
Malediven ·
Maleisië ·
Mali ·
Malta ·
Marokko ·
Mexico ·
Moldavië ·
Mongolië ·
Myanmar ·
Nederland ·
Nepal ·
Nieuw-Zeeland ·
Nigeria ·
Noord-Ierland ·
Noord-Korea ·
Noord-Macedonië ·
Noorwegen ·
Oekraïne ·
Oezbekistan ·
Oman ·
Pakistan ·
Palestina ·
Panama ·
Paraguay ·
Peru ·
Polen ·
Portugal ·
Qatar ·
Roemenië ·
Rusland ·
Saoedi-Arabië ·
Schotland ·
Senegal ·
Servië ·
Servië en Montenegro ·
Singapore ·
Slowakije ·
Soedan ·
Spanje ·
Sri Lanka ·
Syrië ·
Tadzjikistan ·
Taiwan ·
Thailand ·
Togo ·
Trinidad en Tobago ·
Tsjechië ·
Tunesië ·
Turkije ·
Turkmenistan ·
Uruguay ·
Venezuela ·
Verenigde Arabische Emiraten ·
Verenigde Staten ·
Vietnam ·
Wales ·
Wit-Rusland ·
Zambia ·
Zuid-Jemen ·
Zuid-Vietnam ·
Zweden ·
Zwitserland
Algerije (2014) · 
Australië (2015, 2) ·
België (2014) · 
Duitsland (2018) · 
Frankrijk (2006) · 
Griekenland (2010) ·
Mexico (2018) ·
Nigeria (2010) · 
Portugal (2022) · 
Rusland (2014) · 
Togo (2006) · 
Zweden (2018) ·
Zwitserland (2006)